# Fremad Amager

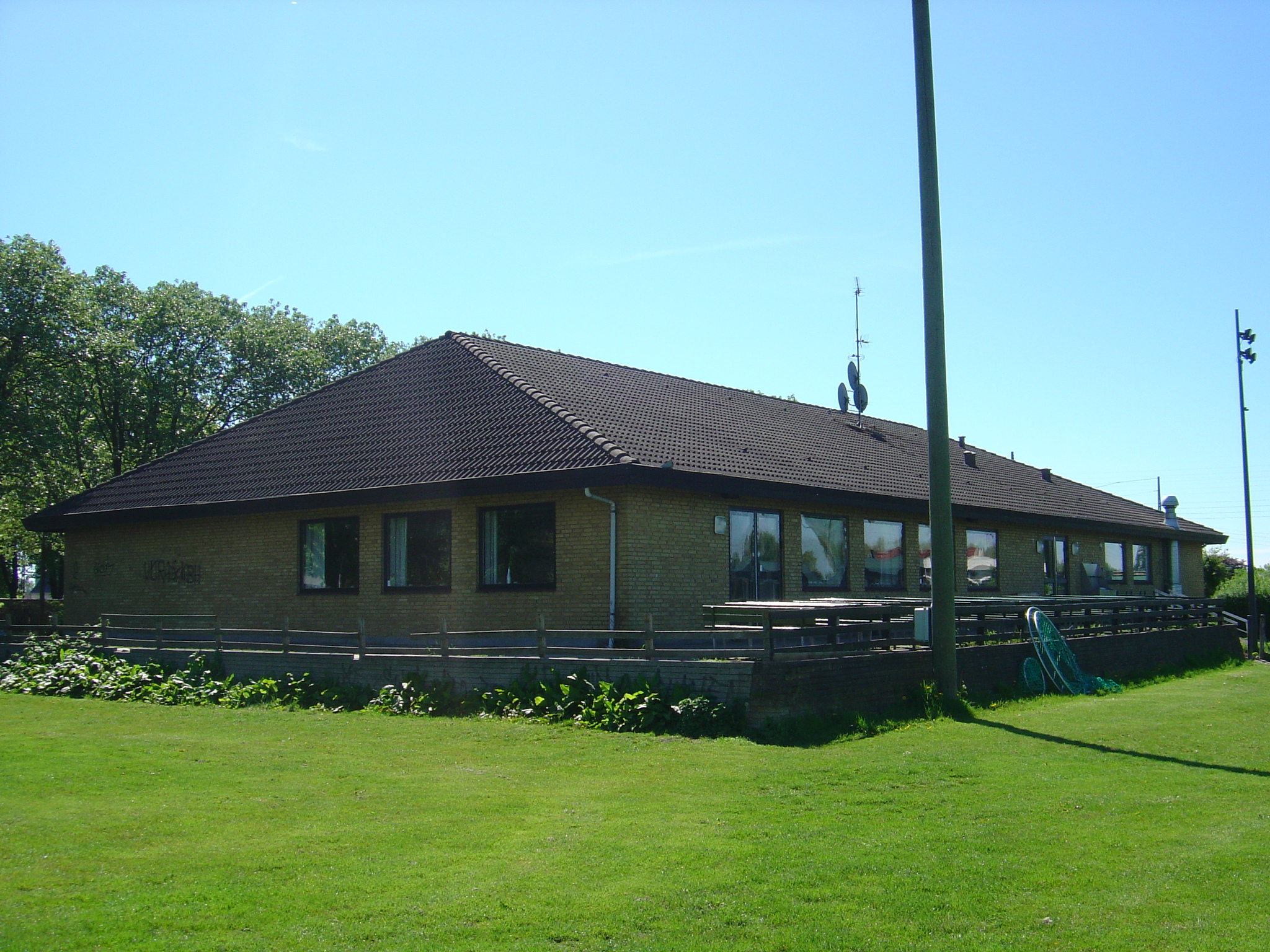
Fremad Amager dom

Boldklubben Fremad Amager – duński klub piłkarski z siedzibą na wyspie Amager wchodzącej w skład miasta Kopenhaga, stolicy państwa.

## Historia
Klub został założony 10 czerwca 1910. 1 lipca 2008 roku połączył się z Kastrup Boldklub, Amager FF i Kløvermarkens FB i utworzył FC Amager. Po 8 miesiącach istnienia w nowej formie klub zbankrutował, a jego licencję przejął Fremad Amager. Obecnie występuje w 2. division.

## Sukcesy
- mistrzostwa Danii:
  - wicemistrzostwo (2): 1939/1940, 1940/1941
  - 3. miejsce (1): 1946/1947

- 1. division: (II poziom rozgrywek)
  - wicemistrzostwo (8): 1930/1931, 1935/1936, 1937/1938, 1948/1949, 1949/1950, 1950/1951, 1993, 1994

- Puchar Danii w piłce nożnej
  - finał (1): 1971/1972

## Europejskie puchary
Legenda do wszystkich tabel:
- Q – runda eliminacyjna, 1/16, 1/8, 1/4, 1/2 – odpowiednia faza rozgrywek, Grupa – runda grupowa, 1r gr – pierwsza runda grupowa, 2r gr – druga runda grupowa, F – finał, R – runda, PO – play-off
- k. – rzuty karne, los. – losowanie, Dogr. – dogrywka, w. – zasada bramek strzelonych na wyjeździe

| Sezon   | Rozgrywki                 | Runda | Przeciwnik | Dom | Wyjazd | Ogólnie |
| ------- | ------------------------- | ----- | ---------- | --- | ------ | ------- |
| 1972/73 | Puchar Zdobywców Pucharów | 1R    | KS Besa    | 1–1 | 0–0    | 1–1, w. |

## Skład na sezon 2024/2025
Stan na 12 lutego 2025
| Nr | Poz. | Piłkarz             |
| -- | ---- | ------------------- |
| 1  | BR   | Mikkel Andersen     |
| 2  | OB   | Otto Dupont         |
| 3  | OB   | Magnus Gaunsbæk     |
| 4  | OB   | Mads-Emil Langberg  |
| 5  | OB   | Mads Julø           |
| 6  | OB   | Søren Reese         |
| 7  | PO   | Kjetil Holand Tøsse |
| 8  | PO   | Kasper Andersen     |
| 9  | NA   | Egzon Zeqiri        |
| 10 | PO   | Frederik Holst      |
| 11 | NA   | Kenneth Zohoré      |
| 12 | PO   | Hocine Derrar       |
| 15 | PO   | Hans Høllsberg      |

| Nr | Poz. | Piłkarz                    |
| -- | ---- | -------------------------- |
| 18 | NA   | Mads Gernsøe               |
| 19 | OB   | Mikka Heller               |
| 20 | OB   | Daniel Mortensen           |
| 21 | OB   | Jeppe Simonsen             |
| 22 | PO   | Bertram Manniche           |
| 24 | BR   | Victor Schönewolf-Greulich |
| 25 | NA   | Alexander Petræus          |
| 28 | OB   | Jeppe Brinch-Vilhelmsen    |
| 30 | BR   | Hjalte Dalsgaard           |
| 45 | NA   | Christoffer Boateng        |
| 70 | PO   | Andrass Johansen           |
| 77 | OB   | Jerailly Wielzen           |

### Zawodnicy wypożyczeni do innych klubów
Stan na 12 lutego 2025
| Nr | Poz. | Piłkarz                                   |
| -- | ---- | ----------------------------------------- |
|    | NA   | Martin Lauritsen (wypożyczony do FA 2000) |